# Équipe d'Uruguay de football à la Copa América 2001
L'équipe d'Uruguay de football à la Copa América 2001 participe à sa 38e Copa América lors de cette édition 2001 qui se tient en Colombie du 11 juillet au 29 juillet 2001.
L'Uruguay, dirigée par Víctor Púa, termine à la quatrième place de la compétition après une défaite cinq tirs au but à quatre face au Honduras.

## Résultats

### Phase de groupe
| Classement final |            |     |   |   |   |   |    |    |      |
|                  | Équipe     | Pts | J | G | N | P | BP | BC | Diff |
| 1                | Costa Rica | 7   | 3 | 2 | 1 | 0 | 6  | 1  | +5   |
| 2                | Honduras   | 6   | 3 | 2 | 0 | 1 | 3  | 1  | +2   |
| 3                | Uruguay    | 4   | 3 | 1 | 1 | 1 | 2  | 2  | 0    |
| 4                | Bolivie    | 0   | 3 | 0 | 0 | 3 | 0  | 7  | -7   |

| 13 juillet | Uruguay  | 1 | 0 | Bolivie    |
| 16 juillet | Uruguay  | 1 | 1 | Costa Rica |
| 19 juillet | Honduras | 1 | 0 | Uruguay    |

| 13 juillet 2001 | Uruguay       | 1 – 0   | Bolivie | Stade Atanasio-Girardot (Medellín)                |                                                   |
| 18 h 00         | Chevantón 60e | (0 - 0) |         | Spectateurs : 38 000 Arbitrage : Mauricio Navarro | Spectateurs : 38 000 Arbitrage : Mauricio Navarro |

| 16 juillet 2001 | Uruguay        | 1 – 1   | Costa Rica   | Stade Atanasio-Girardot (Medellín)            |                                               |
| 18 h 00         | C. Morales 53e | (0 - 1) | Wanchope 28e | Spectateurs : 20 000 Arbitrage : Carlos Simon | Spectateurs : 20 000 Arbitrage : Carlos Simon |

| 19 juillet 2001 | Honduras    | 1 – 0   | Uruguay                 | Stade Atanasio-Girardot (Medellín)               |                                                  |
| 20 h 15         | Guevara 86e | (0 - 0) | Bizera 52e · Eguren 80e | Spectateurs : 35 000 Arbitrage : Rogger Zambrano | Spectateurs : 35 000 Arbitrage : Rogger Zambrano |

### Quart de finale

#### Uruguay - Costa Rica
| 22 juillet 2001 | Uruguay | 2 – 1   | Costa Rica | Stade Centenario (Armenia)                  |                                             |
| 17 h 30         | Lemos 61e (pen.) · Lima 87e | (0 - 0) | Wanchope 52e | Spectateurs : 29 000 Arbitrage : Óscar Ruiz | Spectateurs : 29 000 Arbitrage : Óscar Ruiz |
| 17 h 30         | Munúa - Anchén, Gutiérrez, Sorondo, Curbelo - Lima, Pérez, Callejas, Lemos ( 90e Martínez) - C. Morales ( 70e Olivera), R. Morales | Équipes | Lonnis - Drummond, Marín, Parks, Martínez - Castro, Centeno ( 69e Cordero), Solís, Gómez ( 65e Bryce) - Fonseca, Wanchope | Spectateurs : 29 000 Arbitrage : Óscar Ruiz | Spectateurs : 29 000 Arbitrage : Óscar Ruiz |

### Demi finale

#### Mexique - Uruguay
| 25 juillet 2001 | Mexique | 2 – 1   | Uruguay | Stade Hernán Ramírez Villegas (Pereira)        |                                                |
| 19 h 45         | Borgetti 14e · García Aspe 67e (pen.) | (1 - 1) | R. Morales 32e | Spectateurs : 20 000 Arbitrage : Ángel Sánchez | Spectateurs : 20 000 Arbitrage : Ángel Sánchez |
| 19 h 45         | Pérez - Zepeda ( 34e Mercado), Márquez ( 62e A. Rodríguez), Vidrio ( 90e), H. Morales - Torrado, J. Rodríguez ( 55e De Nigris), C. Morales, García Aspe ( 88e) - Arellano, Borgetti | Équipes | Munúa - Anchén ( 61e Díaz), Gutiérrez, Sorondo, Bizera ( 76e Estoyanoff) - Lima, Pérez, Callejas, Lemos ( 69e Olivera) - C. Morales ( 45e), R. Morales ( 90e) | Spectateurs : 20 000 Arbitrage : Ángel Sánchez | Spectateurs : 20 000 Arbitrage : Ángel Sánchez |

### Match pour la troisième place

#### Honduras - Uruguay
| 28 juillet 2001 | Honduras | 2 – 2 a.p.        | Uruguay | El Campín (Bogota)                                |                                                   |
| 14 h 00         | S. Martínez 14e · Izaguirre 42e | (2 - 2)           | Bizera 22e · A. Martínez 45e | Spectateurs : 47 000 Arbitrage : Gilberto Hidalgo | Spectateurs : 47 000 Arbitrage : Gilberto Hidalgo |
| 14 h 00         | · Pineda · S. Martínez · García · Medina · Izaguirre | Tirs au but 5 - 4 | · Sorondo · Gutiérrez · Rodríguez · Lemos · Olivera ·                                                                                               | Spectateurs : 47 000 Arbitrage : Gilberto Hidalgo | Spectateurs : 47 000 Arbitrage : Gilberto Hidalgo |
| 14 h 00         | Enamorado - Izaguirre, Morales ( 81e Medina), Caballero, Pérez - García ( 60e Pineda), Bernárdez, Turcios ( 64e Rodríguez), Guevara ( 90e Philips) - Pineda, S. Martínez | Équipes           | Berbia - Díaz, Gutiérrez, Sorondo, Bizera - Dadomo ( 84e Lima), Pérez, A. Martínez ( 66e Rodríguez), Lemos - Estoyanoff, Guglielmone ( 57e Olivera) | Spectateurs : 47 000 Arbitrage : Gilberto Hidalgo | Spectateurs : 47 000 Arbitrage : Gilberto Hidalgo |

## Effectif
Une première liste de 23 joueurs constituant l'équipe d'Uruguay
Sélectionneur :  Víctor Púa
| No. | Pos.      | Joueur                   | Date de naissance et âge | Sélec. | Club                 |
| --- | --------- | ------------------------ | ------------------------ | ------ | -------------------- |
| 1   | Gardien   | Gustavo Munúa            | 27 janvier 1978          |        | Nacional de Football |
| 2   | Défenseur | Joe Bizera               | 17 mai 1980              |        | Peñarol              |
| 3   | Défenseur | Gonzalo Sorondo          | 10 septembre 1979        |        | Defensor Sporting    |
| 4   | Défenseur | Carlos Díaz              | 4 février 1979           |        | Defensor Sporting    |
| 5   | Milieu    | Diego Pérez              | 18 mai 1980              |        | Defensor Sporting    |
| 6   | Défenseur | Pablo Lima               | 26 avril 1981            |        | Danubio              |
| 7   | Milieu    | Christian Callejas       | 17 mai 1978              |        | Danubio              |
| 8   | Milieu    | Andrés Martínez          | 16 octobre 1972          |        | Defensor Sporting    |
| 9   | Milieu    | Rodrigo Lemos            | 3 octobre 1973           |        | Bella Vista          |
| 10  | Milieu    | Rubén Olivera            | 5 avril 1983             |        | Danubio              |
| 11  | Attaquant | Walter Guglielmone       | 11 avril 1978            |        | Montevideo Wanderers |
| 12  | Gardien   | Adrián Berbia            | 12 octobre 1977          |        | Peñarol              |
| 13  | Défenseur | Carlos Eduardo Gutiérrez | 25 décembre 1976         |        | River Plate          |
| 14  | Défenseur | Alejandro Curbelo        | 19 septembre 1973        |        | Montevideo Wanderers |
| 15  | Attaquant | Carlos María Morales     | 1er mars 1970            |        | Toluca               |
| 16  | Défenseur | Jorge Anchén             | 17 août 1980             |        | Danubio              |
| 17  | Défenseur | Julio Pablo Rodríguez    | 9 août 1978              |        | Huracán Buceo        |
| 18  | Milieu    | Fabián Estoyanoff        | 27 septembre 1982        |        | Fénix                |
| 19  | Attaquant | Javier Chevantón         | 12 août 1980             |        | Danubio              |
| 20  | Attaquant | Richard Morales          | 21 février 1975          |        | Nacional de Football |
| 21  | Milieu    | Sebastián Eguren         | 8 janvier 1981           |        | Montevideo Wanderers |
| 22  | Milieu    | Claudio Dadomo           | 10 février 1982          |        | Montevideo Wanderers |

## Navigation